# Greg Serano
Greg Serano est un acteur américain, né le 7 août 1972 à Brooklyn, New York (États-Unis).

## Filmographie
- 1996 : Esprits rebelles (Dangerous Minds) (série télévisée) : Gusmaro Lopez
- 1996 : Sombres Soupçons (The Rich Man's Wife) : Gangbanger
- 1997 : The Journey: Absolution
- 1997 : Postman (The Postman) : California Carrier
- 2000 : Road Dogz : Alfonso Carrasco
- 2001 : The Cross : John
- 2001 : Semper Fi (TV) : Garza
- 2001 : La Revanche d'une blonde (Legally Blonde) : Enrique Salvatore
- 2001 : Emprise (Frailty) : FBI Agent #1
- 2002 : Saint Sinner (TV) : Tomas Alcala
- 2003 : National Security : Carjacker
- 2003 : Le Cartel (feuilleton TV) : Joaquin
- 2005 : Marilyn Hotchkiss' Ballroom Dancing and Charm School de Randall Miller : Officer #1
- 2006 : Wildfire (série télévisée) : Pablo Betart
- 2007 : Dans la vallée d'Elah : Det. Manny Nunez
- 2007 : American Dream : Javier Garcia
- 2008 : Beer for My Horses : Tito Garza
- 2008 : Conspiration (Conspiracy) : Miguel Silva
- 2009 : Terminator Renaissance  : Hideki
- 2010 : Deadly Impact : Ryan
- 2011 : Unforgettable (série télévisée) : Lieutenant Ben Cotez